# Рабин, Майкл (скрипач)
Майкл Ра́бин (англ. Michael Rabin; 2 мая 1936, Нью-Йорк, Нью-Йорк, США — 19 января 1972, там же) — американский скрипач.

## Биография
Родился 2 мая 1936 года в Нью-Йорке в музыкальной семье: его отец был скрипачом Нью-Йоркского филармонического оркестра, мать — пианисткой. 
Рано проявив музыкальные способности, начал обучаться игре на фортепиано, в пять лет — на скрипке под руководством отца, затем у И. А. Галамяна. Дебютировал как солист в возрасте 11 лет, исполнив Первый концерт Паганини с Гаванским филармоническим оркестром под управлением Артура Родзиньского.
После выступления Майкла Рабина в Карнеги-холле 29 ноября 1951 года с Нью-Йоркским филармоническим оркестром под управлением Димитриса Митропулоса ведущие музыканты и критики того времени почти единодушно назвали Майкла Рабина одним из величайших молодых талантов современности. Об игре Майкла Рабина тепло отзывался дирижёр Джордж Селл. Рабин стал первым исполнителем скрипичных концертов Рихарда Мохаупта и Пола Крестона, но прославился своими интерпретациями романтического репертуара. 
До 1959 года скрипач много записывался, однако затем по неясным причинам наотрез отказался от этого, не прекращая, тем не менее, активной концертной карьеры. 
В конце 1960-х годов у Рабина начали проявляться признаки психических заболеваний; ходили слухи, что он злоупотребляет наркотиками. 
Майкл Рабин погиб 19 января 1972 года в Нью-Йорке в результате несчастного случая, поскользнувшись и ударившись головой о стул.